# Ryan Mason
Ryan Glen Mason (Enfield, Inglaterra, 4 de agosto de 1991) es un exfutbolista y entrenador inglés que jugaba en la posición de centrocampista. Desde la temporada 2025-26 dirige al West Bromwich Albion F. C. de la EFL Championship.

## Trayectoria

### Como jugador
Formado en las categorías inferiores del Totteham Hotspur F. C., debutó con el primer equipo en noviembre de 2008 ante el NEC Nimega en la Copa de la UEFA.
Entre 2009 y 2014, antes de asentarse en el primer equipo, jugó cedido en el Yeovil Town F. C., Doncaster Rovers F. C., Millwall F. C., F. C. Lorient y Swindon Town F. C.
En la temporada 2014-15 se hizo un hueco en la plantilla y el 24 de septiembre, en su primer partido del curso, anotó el momentáneo empate a uno en la tercera ronda de la Copa de la Liga ante el Nottingham Forest F. C. Tres días después debutó en la Premier League ante el Arsenal F. C. En esta competición marcó su primer gol el 4 de marzo de 2015 ante el Swansea City A. F. C., partido que terminó con victoria para el Tottenham por 3-2.
A finales de agosto de 2016 abandonó definitivamente el club y se marchó al Hull City A. F. C., siendo en ese momento el fichaje más caro en la historia del club. El 23 de enero de 2017 sufrió una fractura de cráneo tras chocar con Gary Cahill en un partido ante el Chelsea F. C. Desde entonces no volvió a jugar y en febrero de 2018 anunció su retirada.

### Como entrenador
En abril de 2018, tras su retirada prematura, regresó al Totteham Hotspur F. C. como miembro del cuerpo técnico. Tres años después, el 19 de abril de 2021, fue nombrado entrenador del primer equipo de manera interina hasta final de temporada tras la destitución de José Mourinho. De este modo, a la edad de 29 años, se convirtió en el entrenador más joven de la historia de la Premier League.
Una vez finalizó la campaña siguió trabajando en la academia del club, hasta que el 4 de noviembre pasó a formar parte del cuerpo técnico del primer equipo con la llegada de Antonio Conte al banquillo del Tottenham. Cuando este fue despedido en marzo de 2023, continuó ejerciendo de entrenador asistente de Cristian Stellini. Este también fue cesado al cabo de un mes y volvió a ser nombrado técnico interino hasta final de temporada. Cuando esta terminó siguió ejerciendo de asistente de Ange Postecoglou, el nuevo entrenador del equipo.
El 2 de junio de 2025 fue oficializado como entrenador del West Bromwich Albion F. C.

## Selección nacional
Debutó con la selección absoluta de Inglaterra en un partido amistoso el 31 de marzo de 2015 ante la selección de Italia, sustituyendo a Jordan Henderson en el minuto 74, que finalizó 1-1.

## Clubes

### Como jugador
| Club                            | País       | Año       |
| ------------------------------- | ---------- | --------- |
| Tottenham Hotspur F. C.         | Inglaterra | 2008-2016 |
| Yeovil Town F. C. (cedido)      | Inglaterra | 2009-2010 |
| Doncaster Rovers F. C. (cedido) | Inglaterra | 2010-2011 |
| Millwall F. C. (cedido)         | Inglaterra | 2012      |
| F. C. Lorient (cedido)          | Francia    | 2013      |
| Swindon Town F. C. (cedido)     | Inglaterra | 2013-2014 |
| Hull City A. F. C.              | Inglaterra | 2016-2018 |

### Como entrenador
| Equipo                                | Div.                | Temporada           | Liga  | Liga | Liga | Liga | Liga |       | Copa | Copa | Copa | Copa  |   | Internacional | Internacional | Internacional | Internacional | Internacional |   | Otros | Otros | Otros | Otros |   | Totales     | Totales | Totales | Totales | Totales | Totales | Totales | Totales |
| Equipo                                | Div.                | Temporada           | Part. | G    | E    | P    | Pos. | Part. | G    | E    | P    | Part. | G | E             | P             | Pos.          | Part.         | G             | E | P     | Part. | G     | E     | P | Rendimiento | GF      | GC      | Dif.    |         |         |         |         |
| ------------------------------------- | ------------------- | ------------------- | ----- | ---- | ---- | ---- | ---- | ----- | ---- | ---- | ---- | ----- | - | ------------- | ------------- | ------------- | ------------- | ------------- | - | ----- | ----- | ----- | ----- | - | ----------- | ------- | ------- | ------- | ------- | ------- | ------- | ------- |
| Tottenham Hotspur F. C. Inglaterra    | 1.ª                 | 2020-21             | 6     | 4    | 0    | 2    | 7.º  | 1     | 0    | 0    | 1    | -     | - | -             | -             | -             | -             | -             | - | -     | 7     | 4     | 0     | 3 | 57.14%      | 14      | 9       | +5      |         |         |         |         |
| Tottenham Hotspur F. C. Inglaterra    | 1.ª                 | 2022-23             | 6     | 2    | 1    | 3    | 8.º  | -     | -    | -    | -    | -     | - | -             | -             | -             | -             | -             | - | -     | 6     | 2     | 1     | 3 | 38.89%      | 12      | 12      | +0      |         |         |         |         |
| Tottenham Hotspur F. C. Inglaterra    | Total               | Total               | 12    | 6    | 1    | 5    | -    | 1     | 0    | 0    | 1    | -     | - | -             | -             | -             | -             | -             | - | -     | 13    | 6     | 1     | 6 | 48.71%      | 26      | 21      | +5      |         |         |         |         |
| West Bromwich Albion F. C. Inglaterra | 2.ª                 | 2025-26             | 2     | 2    | 0    | 0    | -    | 1     | 0    | 1    | 0    | -     | - | -             | -             | -             | -             | -             | - | -     | 3     | 2     | 1     | 0 | 77.78%      | 5       | 3       | +2      |         |         |         |         |
| West Bromwich Albion F. C. Inglaterra | Total               | Total               | 2     | 2    | 0    | 0    | -    | 1     | 0    | 1    | 0    | -     | - | -             | -             | -             | -             | -             | - | -     | 3     | 2     | 1     | 0 | 77.78%      | 5       | 3       | +2      |         |         |         |         |
| Total en su carrera                   | Total en su carrera | Total en su carrera | 14    | 8    | 1    | 5    | -    | 2     | 0    | 1    | 1    | -     | - | -             | -             | -             | -             | -             | - | -     | 16    | 8     | 2     | 6 | 54.17%      | 31      | 24      | +7      |         |         |         |         |
| 1.                                    |                     |                     |       |      |      |      |      |       |      |      |      |       |   |               |               |               |               |               |   |       |       |       |       |   |             |         |         |         |         |         |         |         |

#### Resumen por competiciones
| Competición      | Partidos | Ganados | Empatados | Perdidos | %      | Resultado   |
| ---------------- | -------- | ------- | --------- | -------- | ------ | ----------- |
| EFL Championship | 2        | 2       | 0         | 0        | 100%   | En disputa  |
| Premier League   | 12       | 6       | 1         | 5        | 52.78% | 8.º lugar   |
| FA Cup           | 0        | 0       | 0         | 0        | 0%     | En disputa  |
| EFL Cup          | 2        | 0       | 1         | 1        | 16.67% | Subcampeón  |
| Total            | 16       | 8       | 2         | 6        | 54.17% | Sin títulos |